# Masculinidade hegemônica
Nos estudos de gênero, a masculinidade hegemônica faz parte da teoria da ordem de gênero de Raewyn Connell que reconhece múltiplas masculinidades que variam ao longo do tempo, da cultura e do indivíduo. A masculinidade hegemônica é definida como a configuração atual da prática que legitima a posição dominante dos homens na sociedade e justifica a subordinação das mulheres e outras formas marginalizadas de ser um homem.  Conceitualmente, a masculinidade hegemónica propõe-se explicar como e por que os homens mantêm papéis sociais dominantes sobre as mulheres e outras identidades de gênero que são percebidas como "femininas" em uma determinada sociedade.
Como conceito sociológico, a natureza hegemônica da "masculinidade hegemônica" deriva da teoria da hegemonia cultural, do teórico marxista Antonio Gramsci, que analisa as relações de poder entre as classes sociais de uma sociedade. Assim, no termo "masculinidade hegemônica", o adjetivo "hegemônico" se refere à dinâmica cultural por meio da qual um grupo social reivindica e sustenta uma posição dominante e dominante em uma hierarquia social; No entanto, a masculinidade hegemónica encarna uma forma de organização social que tem sido sociologicamente desafiada e alterada.